# 小组 (自治组织)
村民小组为中国大陆地区在人民公社解体以后，农村基层自治组织——村划分的行政编组；同时期城市街道、镇的区划社区的编组称为“居民小组”；牧区之小组的汉语命名比较多样，有“独贵龙”、“牧民小组”和“牧业小组”，详见嘎查#下级组织。“村民小组”为大陆乡村的农业区最基层的行政编组，直接管辖的对象为农户。“村民小组”在中华人民共和国成立以后各个时期对应的农村农业区最基层的行政编组或作业单位有：
- 土地改革至大跃进以前为“农业合作社”（即初级农业社）；
- 人民公社时期为“生产队”；
- 家庭联产承包责任制以后为“村民小组”；
- 国民政府时期及其以前：地域和人口相当于一个农村基层组织“甲”。现今台湾地区类似村里以下的行政编组称为“邻”。

## 负责人
村民小组的行政负责人称为“村民小组组长”，由当地村民兼职，通过村民小组会议推选产生，村民小组会议应由本组全体村民参加。推选的方式比较灵活，可以由一人或几人推荐，大家举手或鼓掌同意；也可以由村民先推荐候选人，然后由全组村民投票表决。村民对小组长的工作不满意的，可以随时撤换。组长没有俸禄，一般给予少量补贴，补贴标准依照当地的经济发展水平而制定，以2000年为参照，在经济发达地区每月补贴约为50～200元，其他地区年补贴约为50～500元。
- 组长职责：一是收集并向村委会反映本组村民的建议、意见；二是向本组村民传达村委会作出的有关决定；三是协助村委会办理本村的公共事务和公益事业。由村民推举产生。

## 规模
村民小组可以分别由几户、十几户或几十户组成，人口稀疏的西部地区可以由数户至几十户的差异，人口密度高的中部、东南沿海地区多以30～50户为主，多则近百户。通常同一县级行政区行政“村”的人口规模大致接近，同一省区、县区之间不尽一致。
- 小组划分原则：村民小组按居住地区划分，目前，全国多数地区均在原来的人民公社时期的生产大队所辖的“生产队”一级设村民小组；多以自然地形分别设立村民小组，有些大的自然村落分设几个村民小组，情况不一。

## 作用
可以使村委会的自治任务和工作计划通过各小组得到落实。村民小组是村民自治共同体内部的一种组织形式，是自治的一个层次。村民小组作为全体村民的一种组织，负责经营、管理属于村民小组的集体土地和其他财产。根据土地法的规定，大陆农村土地所有权分为两种，一种属于全体村民所有，由村集体经济组织或村委会经营、管理；一种属于村民小组集体所有，由村民小组经营、管理，在发包时，由村民小组作为发包方，承包给村民经营。有的地方，村民小组还兴办了集体企业，也应由小组经营、管理，或由小组承包给村民经营。

## 历年数量
| 年份   | 乡村的村民小组 | 城镇的居民小组 |
| ------ | -------------- | -------------- |
| 2004年 | 507.9          | 129.6          |
| 2003年 | 519.2          | 122.2          |
| 2002年 | 528.6          | 124.4          |
| 2000年 | 553.4          | 127.2          |
| 1999年 | 533.3          | 110.6          |
| 1997年 | 535.8          | 108.3          |